# Buenaventura Abarzuza Ferrer
Buenaventura Abarzuza Ferrer (castellà: Buenaventura de Abarzuza y Ferrer)  (l'Havana, 1843 - Madrid, 13 d'abril de 1910) fou un polític espanyol, diputat durant el sexenni democràtic i ministre durant la restauració borbònica.

## Biografia
De jove fou amic d'Emilio Castelar i professà el republicanisme. Va donar suport la revolució de 1868 i fou elegit diputat del Partit Democràtic pel districte d'Alcoi a les eleccions generals espanyoles de 1869. Posteriorment fou elegit diputat del Partit Republicà Democràtic Federal pel districte de Reus a les eleccions generals espanyoles de 1871, abril de 1872 i agost de 1872, i pel de la Vila Joiosa a les 1873. El 1873 fou nomenat ambaixador de la Primera República Espanyola a Londres. Va col·laborar amb el diari La Democracia.
Després de la restauració borbònica va formar part del directori del Partit Republicà Possibilista, amb el qual fou escollit senador per la província d'Osca el 1882-1883, el 1886, el 1893-1894, de 1896 a 1902 i senador vitalici des de 1903. Va ser ministre d'Ultramar del 4 de novembre de 1894 a 23 de març de 1895, sota el govern de Práxedes Mateo Sagasta, i va promoure una sèrie de reformes administratives per tal d'atreure's als autonomistes cubans moderats.
El 1898 va formar part d'una delegació enviada per a negociar el tractat de París, després de la guerra hispano-estatunidenca. També va ser ministre d'estat de 6 de desembre de 1902 a 20 de juliol de 1903, sota el govern de Francisco Silvela. També va estrenar una peça de teatre en vers, Una historia de amor, que no va tenir èxit.